# Rio Quaraí
 (août 2014).
Si vous disposez d'ouvrages ou d'articles de référence ou si vous connaissez des sites web de qualité traitant du thème abordé ici, merci de compléter l'article en donnant les références utiles à sa vérifiabilité et en les liant à la section « Notes et références ».
Le rio Quaraí (río Cuareim en espagnol) est un cours d'eau brésilien de l'État du Rio Grande do Sul, et un affluent du fleuve Uruguai. Il fait frontière entre le Brésil et l'Uruguay.

## Géographie
Il prend sa source dans la Coxilha de Santana, au Brésil, et part se jeter dans le fleuve Uruguai, sur sa rive gauche. Il fait 340 km de long pour un bassin de 14 750 km2, avec 45 % de son cours au Brésil et 55 % en Uruguay.
Les villes les plus importantes de son parcours sont Artigas, en Uruguay, et Quaraí, au Brésil, sur son cours moyen, et Bella Unión, Uruguay, et Barra do Quaraí, Brésil, à son débouché dans l'Uruguay.